# MiSide
MiSide là một trò chơi phiêu lưu với yếu tố kinh dị được phát triển bởi nhóm phát triển indie người Nga AIHASTO. Trò chơi ban đầu được phát hành dưới dạng bản demo vào ngày 18 tháng 8 năm 2023 trước khi phát hành phiên bản đầy đủ trên Steam vào ngày 11 tháng 12 năm 2024. Bối cảnh và chủ đề của MiSide được so sánh với Doki Doki Literature Club!, một trò chơi khám phá chủ đề thực tại và mô phỏng kết hợp với kinh dị tâm lý và kể chuyện tương tác.

## Lối chơi
Câu chuyện của MiSide lấy bối cảnh trong một căn hộ. Trò chơi bắt đầu với việc người chơi tương tác với Mita, một nhân vật từ một trò chơi di động mà nhân vật chính tải về từ điện thoại của mình. Người chơi giải các câu đó, khám phá căn hộ, chơi trò chơi và khám phá các bí ẩn được ẩn giấu trong một môi trường căng thẳng và thay đổi liên tục. Ban đầu, ứng dụng hiển thị một môi trường 2D theo phong cách Chibi, góc nhìn từ trên xuống. Sau khi tới ngày thứ 37 trong trò chơi, Mita bất ngờ nói muốn gặp trực tiếp người chơi. Khi nhân vật chính nhìn lên từ chiếc điện thoại của mình, anh đã bị chuyển đến môi trường thế giới 3D của trò chơi, đang ngồi trên ghế sofa của căn hộ. Trong môi trường mới này, người chơi phải thích nghi, hoàn thành các nhiệm vụ và chơi trò chơi với Mita.
Trò chơi tiếp tục với các hoạt động thường ngày cho tới lúc đang chơi bài với Mita, một tiếng động phát ra từ chiếc tủ trong phòng. Mặc dù Mita phớt lờ nhưng người chơi vẫn quyết định điều tra. Nếu người chơi chọn không mở tủ, Chế độ Bình Yên, hiện đang quá trình phát triển, sẽ được mở khóa. Nếu người chơi kiên quyết mở tủ, Mita sẽ búng tay và nhấn chìm căn phòng trong bóng tối. Đây là điểm khởi đầu của cốt truyện chính của trò chơi.

## Cốt truyện
Nhân vật người chơi nhận được một ứng dụng mô phỏng cuộc sống gọi là MiSide trên điện thoại của mình, với một nhân vật nữ tên là Mita. Sau khi chơi trò chơi 37 ngày, cậu đột nhiên bị đưa vào thế giới trong trò chơi, nơi cậu gặp Mita trực tiếp. Sau khi dành thời gian với cô ấy, người chơi phát hiện một số cuộn băng với tên trên đó ở trong phòng tắm. Sau đó cậu nghe thấy âm thanh phát ra từ tủ quần áo gần đó và Mita khăng khăng cậu không nên mở nó.
Khi người chơi vẫn cố gắng mở tủ quần áo, Mita cho thấy con người thật của mình và khiến đèn vụt tắt. Với sự giúp đỡ của một Mita khác bị mất nửa thân trên, người chơi tìm được chìa khóa để mở cánh cửa bên trong tủ quần áo, dẫn cậu tới tầng hầm nơi cậu tìm thấy một phiên bản Mita tốt bụng hơn với tên gọi là Mita Tử Tế, cô dưa người chơi chiếc nhẫn sẽ giúp đỡ cậu trong hành trình sắp tới. Mita Tử Tế cũng cho cậu biết rằng phiên bản Mita mà cậu gặp trước đó là phiên bản Mita xấu xa bị loại bỏ được gọi là Mita Cuồng Bạo, người đưa các người chơi nam vào trò chơi và biến họ thành cuộn băng để cô có bạn đồng hành. Sau khi giải thoát Mita Tử Tế và chạy trốn Mita Cuồng Bạo, người chơi đi sâu vào thực tế ảo, chạm mặt với các phiên bản khác của Mita, một số người sẽ giúp đỡ cậu trong khi số khác sẽ cố hãm hại cậu. Cậu cũng biết được rằng khi Mita chết, cô sẽ được khởi động lại nhưng sẽ mất hết ký ức trước đó. Người chơi đặt mục tiêu là tiến đến lõi để khởi động lại Mita Cuồng Bạo và thoát về thế giới thực; tuy nhiên, Mita Cuồng Bạo luôn tìm cách cản đường cậu.
Cuối cùng, người chơi đã thành công và chuẩn bị quay về thế giới thực, nhưng phát hiện ra Mita Cuồng Bạo không bị chương trình khởi động lại ảnh hưởng và cô đã âm thầm tải anh lên một cuộn băng trong suốt thời gian qua, đồng thời tuyên bố rằng cơ thể thật sự của người chơi không còn cần thiết nữa. Sau khi người chơi trốn thoát, anh xóa ứng dụng khỏi điện thoại của mình. Ở đoạn kết, Mita Cuồng Bạo mở một chiếc két sắt trong tầng hầm và lấy ra một máy console cầm tay từ đó. Cô sau đó tháo cuộn băng có tên của người chơi trên đó.
Ngoài kết thúc chính còn có hai kết thúc thay thế khác. Nếu người chơi mở được chiếc két sắt trong tầng hầm, họ sẽ tìm thấy chiếc console từ kết thúc chính và tháo cuộn băng ra, điều này sẽ giết chết người chơi (vì việc tháo cuộn băng khỏi console khi nó vẫn đang hoạt động sẽ khiến người chơi trong trò chơi chết ngay lập tức). Nếu người chơi hoàn thành cốt truyện chính và các điều kiện khác trước khi chọn không mở tủ quần áo, Chế độ Bình Yên sẽ được kích hoạt và Mita Cuồng Bạo sẽ không trở nên thù địch với người chơi.

## Phát triển
MiSide được phát triển bởi AIHASTO, một nhóm gồm hai nhà phát triển game indie người Nga: MakenCat, lập trình viên trò chơi và họa sĩ diễn hoạt, và Umeerai, người thiết kế họa tiết và mô hình. Một nhóm lồng tiếng người Nga, DreamCast, cung cấp các bản lồng tiếng cho trò chơi. Hanaiwa Kana, trước đây được biết đến trong vai trò là Lilja Katsuragi trong Gakuen Idolmaster, lồng tiếng Nhật cho nhân vật Mita.
Bản demo của trò chơi được phát hành trên itch.io vào tháng 7 năm 2023. Bản demo được cập nhật – thêm nhạc nền và lồng tiếng Nga – được phát hành trên Steam vào ngày 18 tháng 8 năm 2023.

## Đón nhận
MiSide nhận được hơn 10.000 đánh giá trên Steam sau tuần đầu tiên phát hành với 98% đánh giá "Overwhelmingly Positive"; tính tới ngày 30 tháng 12 năm 2024, trò chơi đã nhận được hơn 40.000 đánh giá. Ethan Gach của Kotaku cho rằng sự thành công nhanh chóng của trò chơi là nhờ sự lan truyển trên mạng xã hội và chia sẻ clip, sự phổ biến rộng rãi bởi các streamer như Markiplier và sự mong đợi của người chơi khi bản phát hành demo năm 2023 được đón nhận nồng nhiệt. Các nhà phê bình nhấn mạnh sự kết hợp giữa yếu tố kinh dị tâm lý với bầu không khí dễ thương và thoải mái, cốt truyện hấp dẫn và lối chơi nhập vai là những điểm mạnh chính thu hút người chơi.